# KZ Colditz
Das KZ Colditz war ein frühes Konzentrationslager des NS-Regimes im Freistaat Sachsen. Es wurde am 21. März 1933 auf dem Schloss Colditz eingerichtet, am 31. Mai 1934 als Außenstelle dem Konzentrationslager Sachsenburg unterstellt und am 18. August 1934 für aufgelöst erklärt.
Ab 1944 gab es in Colditz ein Außenlager des KZ Buchenwald, das ebenfalls als KZ Colditz bezeichnet und von der HASAG geführt wurde.

## Geschichte
Der Gebäudekomplex des KZ umfasste zwei vierstöckige Gebäude, das Fürstenhaus und Haus I, eine Kirche und mehrere Nebengebäude, in denen überall Schutzhäftlinge untergebracht waren. Neben ihnen lebten auch noch 78 Insassen des seit 1803 bestehenden Arbeitshauses auf diesem Gelände. Jedes Stockwerk in den jeweiligen Gebäuden war mehr oder weniger ein KZ für sich, denn „die Lagerleitung sperrte jedes Revier vom anderen ab. Es gab also vier Reviere im Fürstenhaus, vier im Haus I und dazu als neuntes den Kirchensaal.“ Anfangs bewachte die Polizei die Häftlinge; sie wurde jedoch nach zwei Wochen von SA und SS abgelöst. Joseph Knöpke leitete die Vernehmungen der Häftlinge und war wahrscheinlich auch der KZ-Kommandant. Als Verwalter war Polizeikommissar Wagner eingesetzt, darüber hinaus herrschten zwei Wachtmeister und hundert SA-Leute aus der SA-Standarte 139 sowie einige berüchtigte SS-Schläger, darunter etliche Vorbestrafte, über die Gefangenen.
Die ersten Häftlinge wurden am 21. März 1933 eingeliefert. Mitte April verzeichnete das Hauptbuch 305, Anfang August bereits etwa 700 Häftlinge. Insgesamt enthält das Hauptbuch 2311 Eintragungen. Dies waren überwiegend Kommunisten und Sozialdemokraten. Ende 1933 waren jedoch auch mindestens 20 Zeugen Jehovas inhaftiert. Auch einige Angehörige der NSDAP, die die Verschwendungssucht des Gauleiters Mutschmann und andere Missstände innerhalb der Partei kritisiert hatten, befanden sich unter den Häftlingen.
Die Gefangenen waren im Arbeitshaus untergebracht und schliefen auf Strohschütten mit zwei Decken. Es gab weder Tische noch Bänke. Die Notdurft musste in Kübeln verrichtet werden, je zwei Gefangene hatten ein Handtuch. Der ehemalige Insasse Bruno Siegel berichtet, dass die mittelalterliche Abortanlage auch zur Demütigung und Misshandlung von Häftlingen verwendet wurde, die in Fünfergruppen die Jauchenlöcher leerschöpfen mussten. Zweimal monatlich konnten die Gefangenen in Colditz zehn Minuten mit ihren Angehörigen verbringen, jedoch nur im Beisein von Wachleuten. Neuankömmlinge wurden nach der Aufnahme ihrer Personalien über die Wendeltreppe im vorderen Schloss nach oben gejagt, wobei auf jeder Stufe ein Schläger mit dem Gummiknüppel auf die Häftlinge einschlug. Häufig griff sich das Rollkommando Häftlinge heraus, die dann in den weiten Kellerräumen der Schlossanlage halbtot geschlagen wurden und deren Schmerzensschreie weithin hörbar waren. Einige Häftlinge wurden auch zum Straßenbau an der Steingutfabrik in Colditz, beim Aufbau der Kreisleitung der NSDAP und dort auch zu Büroarbeiten herangezogen. Nach einigen Selbstmordversuchen von Häftlingen befahl die Lagerleitung, selbst nachts das Licht nicht mehr zu löschen, um die Zimmer jederzeit kontrollieren zu können.
Auf Anordnung des Ministeriums des Innern sollte das KZ Colditz Mitte Januar 1934 aufgelöst werden, doch erst am 31. Mai 1934 war die Existenz als eigenständiges Lager beendet. Ein Arbeitskommando sollte vor Ort verbleiben. Colditz, zu dem Zeitpunkt mit 66 Häftlingen belegt, wurde nun Außenlager des KZ Sachsenburg. Wie lange Colditz noch als Konzentrationslager genutzt wurde, ist nicht endgültig geklärt. Das Hauptbuch verzeichnet Zu- und Abgangsdaten bis einschließlich 15. August 1934. Ob danach noch Häftlinge in Colditz inhaftiert waren, muss offen bleiben.
Im November 1949 verurteilte das Landgericht Chemnitz acht ehemalige Wachleute wegen Verbrechen gegen die Menschlichkeit gegen ehemalige Häftlinge des KZ Colditz zu mehrjährigen Zuchthaus- und Gefängnisstrafen.

## Bekannte Gefangene
- Bruno Apitz, KPD, Schriftsteller
- Walter Barth, KPD, Schriftsetzer
- Herbert Bergner, KPD, Mitarbeiter einer Betriebszeitung
- Franz Boldt, KPD, Stadtverordneter in Lugau
- Hugo Breitenborn, KPD, Landtagsabgeordneter
- Otto Engert, KPD, Landtagsabgeordneter
- Kurt Frölich, KPD, Mitglied der Bezirksleitung Sachsen
- Carl Friedrich Goerdeler, DNVP, Oberbürgermeister der Stadt Leipzig
- Hugo Gräf, KPD, Mitglied des ZK
- Erwin Hartsch, SPD, Reichstagsabgeordneter
- Arno Haufe, SPD, Mitglied des Landesvorstandes
- Arthur Holke, Anarchist
- Rudolf Jahn, KPD, Mitglied der Bezirksleitung Sachsen
- Johannes König, KPD, Chefredakteur der Zeitschrift "Der Kämpfer"
- Johann Knöchel, KPD, Reichstagsabgeordneter
- Kurt Kresse, KPD, Mitglied der Bezirksleitung Westsachsen
- Hermann Liebmann, SPD, Landtagsabgeordneter
- Hans Riesner, KPD
- Hans Rossmanit, KPD, Maler und Grafiker
- Richard Schneider (1876–1941), KPD, Reichstagsabgeordneter
- Alfred Schrapel, KPD, Stadtverordneter und Stadtrat in Dresden
- Paul Schwarze, KPD, Stadtverordneter in Dresden
- Bruno Siegel, KPD, Landtagsabgeordneter
- Bruno Sommerer, KPD
- Walter Trautzsch, KPD, Stadtverordneter in Lengefeld
- Waldemar Verner, KPD, Dekorateur
- Gustav Adolf Weigand, KPD, Stadtverordneter in Penig